# 重慶南路 (臺北市)

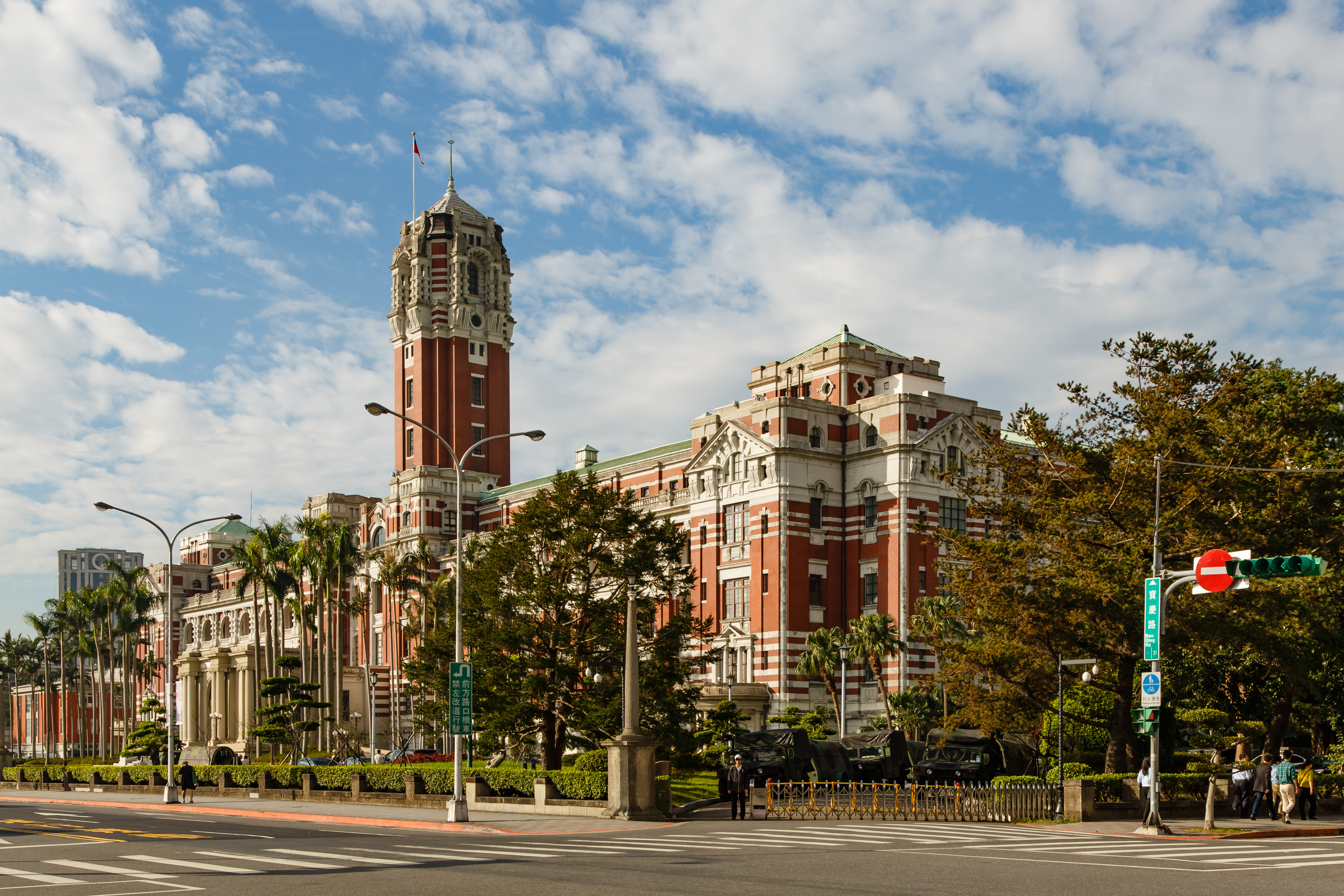
重慶南路一景：總統府

重慶南路是臺北市的道路之一，共有三段，北接重慶北路，南接中正橋通往新北市永和區。自襄陽路以南屬雙向道路，一向兩道；襄陽路以北、北平西路以南與館前路搭配為往南單行道，館前路為往北單行道，均為四線道。另外，重慶南路南端到中正橋北端是屬於市道111號的一部分。
重慶南路在清代稱「府前街」（Hú-tsiân-ke），日治時期稱「本町通」（本町通り）。沿路座落許多中央政府行政機構，其中一段與凱達格蘭大道所交之丁字路口便是總統府，其他如中華民國法務部、中華民國最高行政法院、司法院。一段有臺北市立大學、臺北市立第一女子高級中學以及許多書店聚集，故有「書店街」、「重慶南路書市」之稱。二段有中華民國總統官邸、郵政博物館及臺北市政府警察局中正第二分局。三段有中正橋，中正橋下有自強市場，自強市場對面為舊貨街。此路之所以取名「重慶」，是因已故前中華民國總統蔣中正要取法八年抗戰的「重慶精神」來治理台灣（因為抗戰時期重慶是中華民國的陪都，總統府便在本路段）。重慶南路大部分位在臺北市博愛特區內，又因許多重要機關座落於此，故為台灣相當重要的道路。
重慶南路書街全盛時期是1970年代，整條路沒有一間不是書店，人潮比起後來興起的臺北東區一點都不遜色；後來連鎖書店及公館書街興起，各地書店增加，重慶南路書街重要性式微；網際網路普及以後，重慶南路書街不敵網路書店興起、民眾閱讀習慣改變等衝擊，從全盛時期逾100間書店至2020年只剩22間書店，整條街的餐廳、旅館數量已經比書店多。但是直到現在，重慶南路仍然是台北市第二大書店聚集地，僅次於公館溫羅汀（溫州街、羅斯福路、汀州街）。2017年4月21日，臺北市商業處與台北市重南書街促進會宣布合作推動重慶南路書街轉型為「重南閱讀商圈」。

## 分段
重慶南路共分三段。

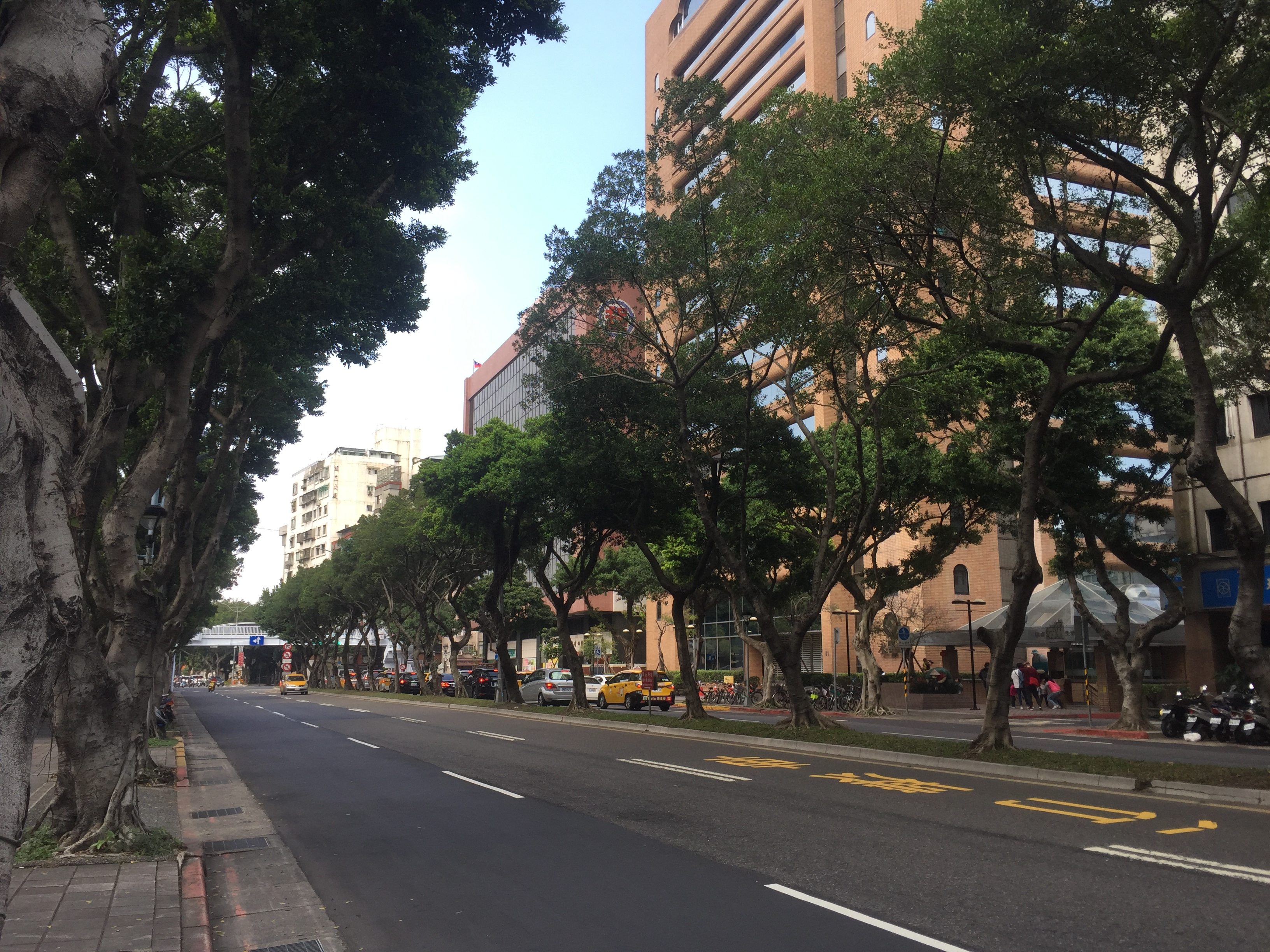
重慶南路二段

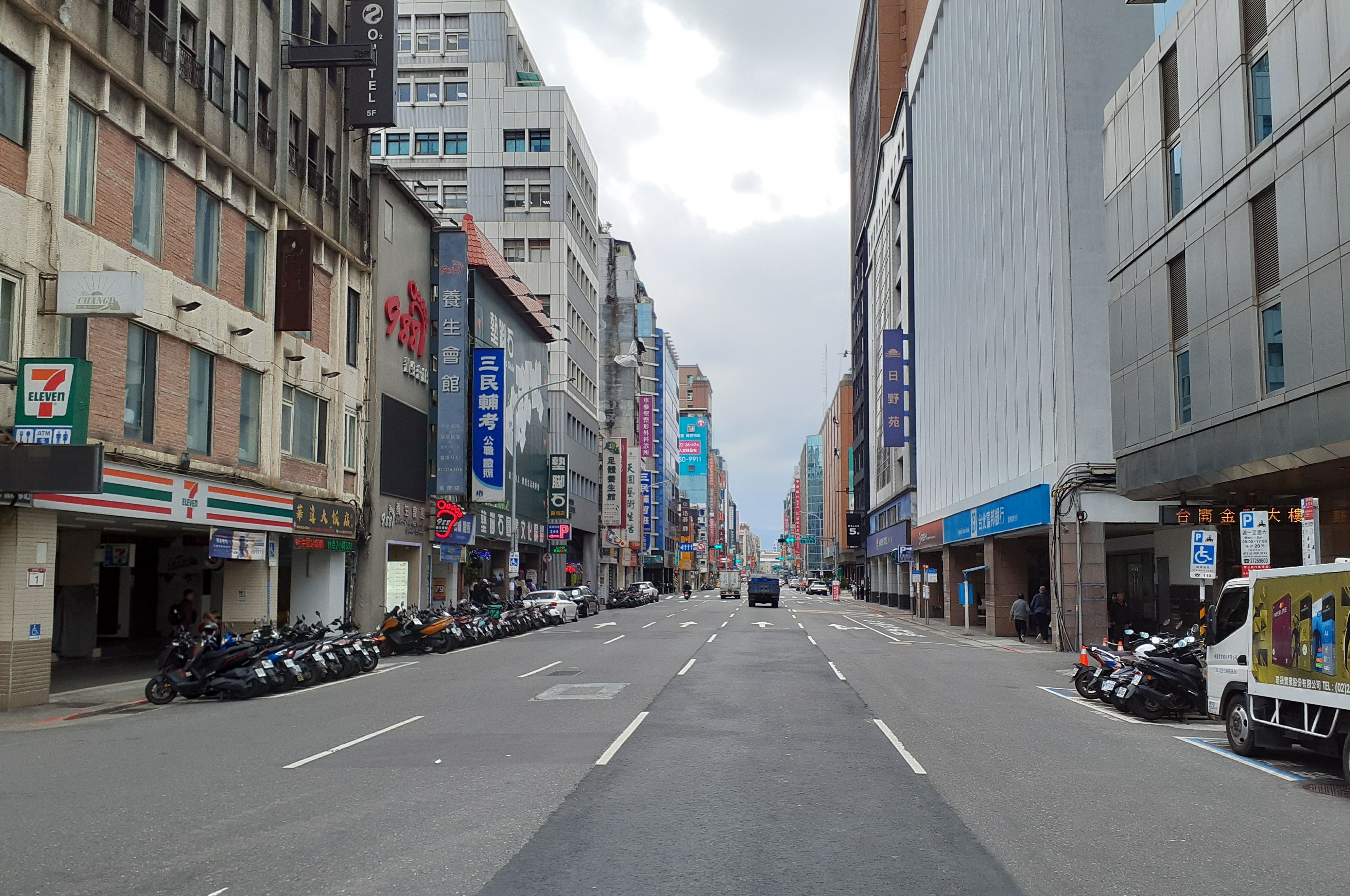
重慶南路一段

- 一段：北於忠孝西路與重慶北路一段相接，南於愛國西路與重慶南路二段相接。
  - 重慶南路一段即臺灣日治時期的「本町通」。
  - 早期中華民國總統府前曾經有嚴肅的氣氛時，總統府前的介壽路及重慶南路一段也曾經禁行機車及腳踏車。

1996年3月21日，臺北市政府將介壽路改名為凱達格蘭大道，也同時以「空間解嚴」的主張，廢除了規定總統府前的重慶南路一段及凱達格蘭大道禁行機車及腳踏車的相關交通標誌。
- 二段：北於愛國西路與重慶南路一段路相接，南於寧波西街與重慶南路三段相接。
- 三段：北於寧波西街與重慶南路二段路相接，南抵水源路並接中正橋。

位於此段上的重慶南路高架橋引道於2020年1月23日晚間臺北市政府開始動工拆除，1月27日拆除完工通車，目前以道路復原工程的臨時性路型使用，過後將視情況調整為永久型道路型態。

## 沿線設施
（由北往南）
- 一段
  - 台開金融大樓（2號）
  - 台灣中油重慶南路竹銘樓（7號）
  - 松麟企業大樓（15號）
  - 原辰馬商會本町店鋪（25、27號）
  - 第一銀行總行（30號）
  - 臺灣商務印書館雲五大樓（37號）
  - 華南銀行營業部（38號）
  - 黎明文化（49號）
  - 城中市場（由本路段46巷、漢口街一段46巷、武昌街一段21巷組成）
  - 三民書局重南門市（61號）
  - 中華婦女黨總部（62號6樓）
  - 遠東圖書公司（66號）
  - 幼獅文化（66之1號3樓）
  - 正聲廣播公司（66之1號7樓）
  - 臺灣中小企業銀行臺北分行（72號）
  - 歌林商業大樓（84號、86號）
  - 世界書局（99號）
  - 臺灣銀行總行大廈（120號）
  - 總統府（122號）
  - 司法院（124號）
  - 懲戒法院（124號3樓）
  - 憲法法庭（124號）
  - 最高行政法院（126巷1號）
  - 法務部（130號）
  - 台灣東華書局（147號3樓）
  - 北一女中（165號）
  - 臺北市立大學博愛校區（愛國西路1號）

- 二段
  - 嚴家淦先生故居（2號、4號）
  - 中華民國總統官邸
  - 中華民國總統府秘書長官邸（9號）
  - 孫運璿科技人文紀念館（6巷10號）
  - 立法院院長官邸（8巷3號）
  - 中華文化總會（15號）
  - 楊英風美術館（31號）
  - 臺北市政府警察局中正第二分局（南海路35號）
  - 二二八國家紀念館（南海路54號）
  - 台北南海郵局（43號）
  - 郵政博物館（45號）
  - 永豐餘大樓（永豐餘集團總管理處）（51號）
  - 紙風車文教基金會（59之2號）
  - 信誼基金會（75號）

- 三段
  - 與汀洲路二段、廈門街共同組成舊貨街
  - 中正橋（銜接新北市永和區永和路二段）